# Siegfried Schneider (Franziskaner)
Siegfried Schneider OFM (* 21. März 1894 in Mettingen als Josef Schneider; † 5. Januar 1935 in Ostercappeln) war ein deutscher Franziskaner und Verfasser christlicher Literatur. Der römisch-katholische Priester hat sich vor allem um die Erneuerung und Pflege der religiösen Krippenkunst und die Entstehung der modernen Krippenbewegung verdient gemacht. Wegen seiner Bedeutung für das Krippenapostolat im deutschen Sprachraum wird er auch als „Krippenpater“ bezeichnet.

## Leben

### Herkunft und Jugendzeit

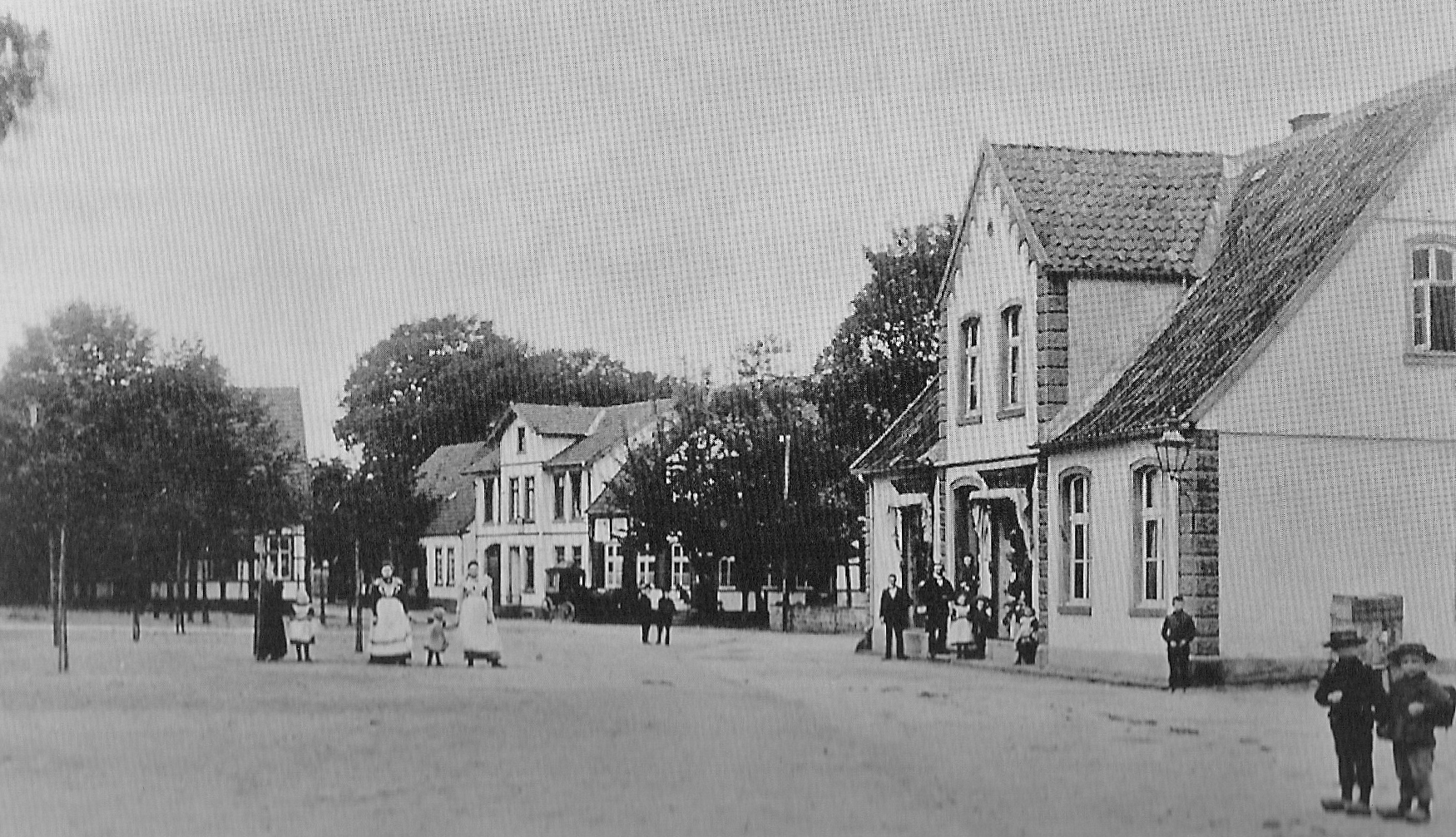
Das Wohn- und Geschäftshaus der Familie Schneider am Marktplatz von Mettingen ca. 1895 bis 1900 (auf dem Foto das Gebäude rechts). Vor dem Haus ist die Familie Schneider zu erkennen.

Getauft auf den Namen Josef (nach anderer Schreibweise Joseph) war der Sohn des Mettinger Kaufmanns Leo Schneider der letzte Täufling in der alten katholischen Kirche des Dorfes, bevor am 8. April 1894 das erste Kind in der neu errichteten St.-Agatha-Kirche getauft wurde. Josef hatte 13 Geschwister, mit denen er in einem christlich geprägten Elternhaus, das sich direkt gegenüber der Pfarrkirche befand, aufwuchs. Der Vater versah in der Kirchengemeinde das Amt des Küsters.

### Eintritt in den Franziskanerorden
Schon in jungen Jahren vom Leben des heiligen Franziskus von Assisi beeindruckt und geprägt, besuchte Josef Schneider das Kolleg St. Ludwig der sächsischen Franziskanerprovinz (Saxonia) im niederländischen Vlodrop, trat am 4. Oktober 1914 in den Orden der Franziskaner ein und erhielt den Ordensnamen Siegfried. Doch bald darauf musste er als Soldat in den Ersten Weltkrieg ziehen, wo er bis zum Fliegerwachtmeister aufstieg. Nach Kriegsende setzte er sein Noviziat fort, studierte Theologie und Philosophie und legte am 8. Dezember 1922 die feierlichen Ordensgelübde in der Ordensprovinz Saxonia  ab. Am 12. April 1924 wurde er im Paderborner Dom durch Weihbischof Heinrich von Haehling zum Priester geweiht. Er war damit der erste Franziskaner-Priester aus Mettingen, wo er am 22. April 1924 auch seine Heimatprimiz feierte.
Während seiner Studentenjahre  schuf er eine Reihe literarischer Werke, von denen das Festspiel Ritter Franzens Brautfahrt. Die mystische Vermählung des heiligen Franziskus von Assisi mit der Herrin Armut ein Bühnenerfolg wurde.

### Schöpfer der modernen Krippenbewegung

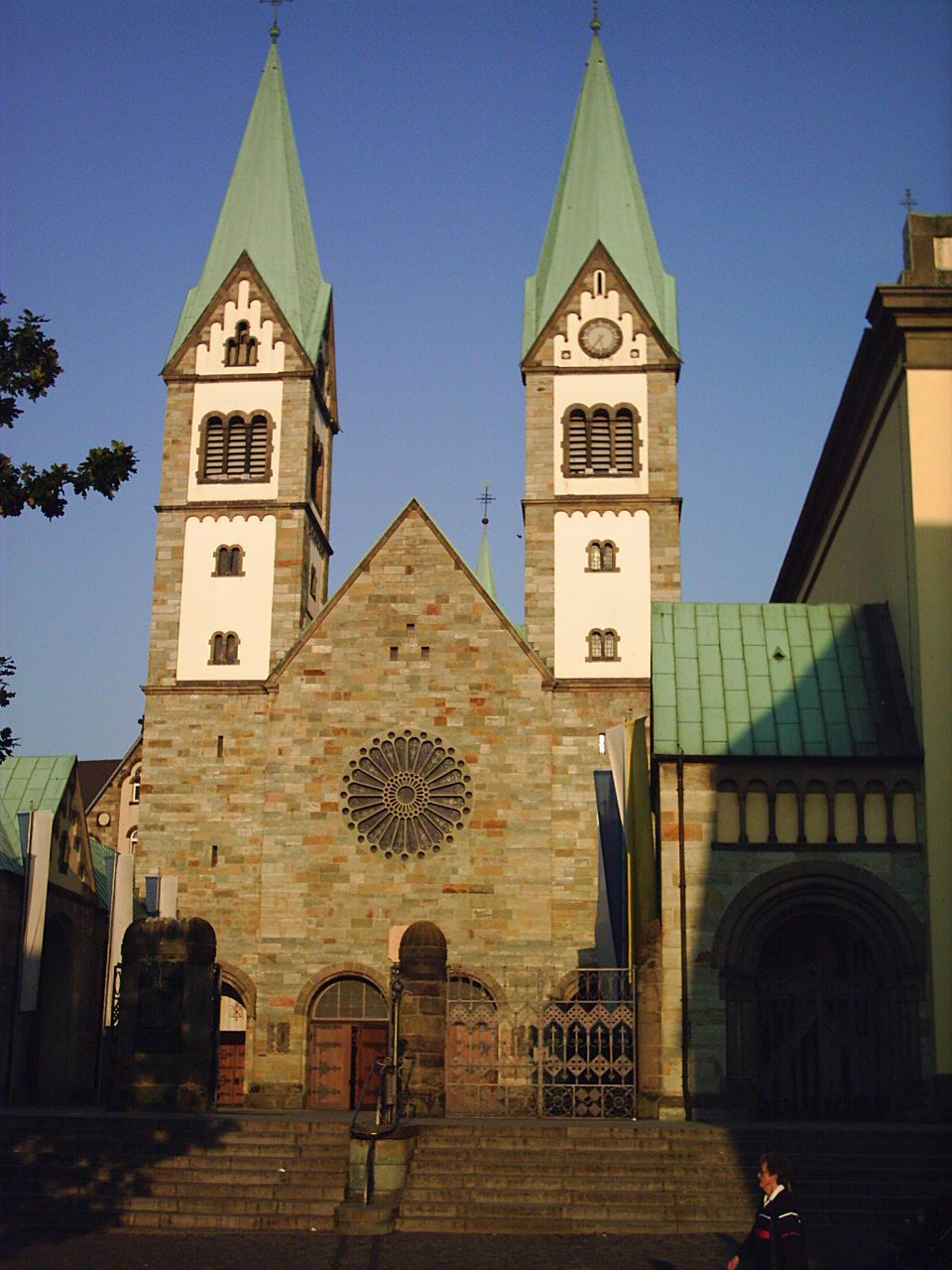
Pater Siegfried Schneider wirkte als Wallfahrtsdirektor an der Wallfahrtsbasilika Mariä Heimsuchung in Werl

In den folgenden zehn Jahren seines priesterlichen Wirkens entwickelte sich Pater Siegfried Schneider zu einem großen religiösen Organisator – vor allem der Krippenbewegung – und entfaltete eine rege schriftstellerische und kirchenjournalistische Tätigkeit. Bereits im ersten Jahr nach seiner Priesterweihe übernahm er die Herausgabe der Monatsschrift Franziskus-Stimmen, des Mitteilungsorgans der Franziskaner, die er noch bis kurz vor seinem Tod redigierte. Außerdem war er Provinzkommissar des Dritten Ordens und wirkte als Wallfahrtsdirektor an der  Wallfahrtsbasilika Mariä Heimsuchung in Werl.

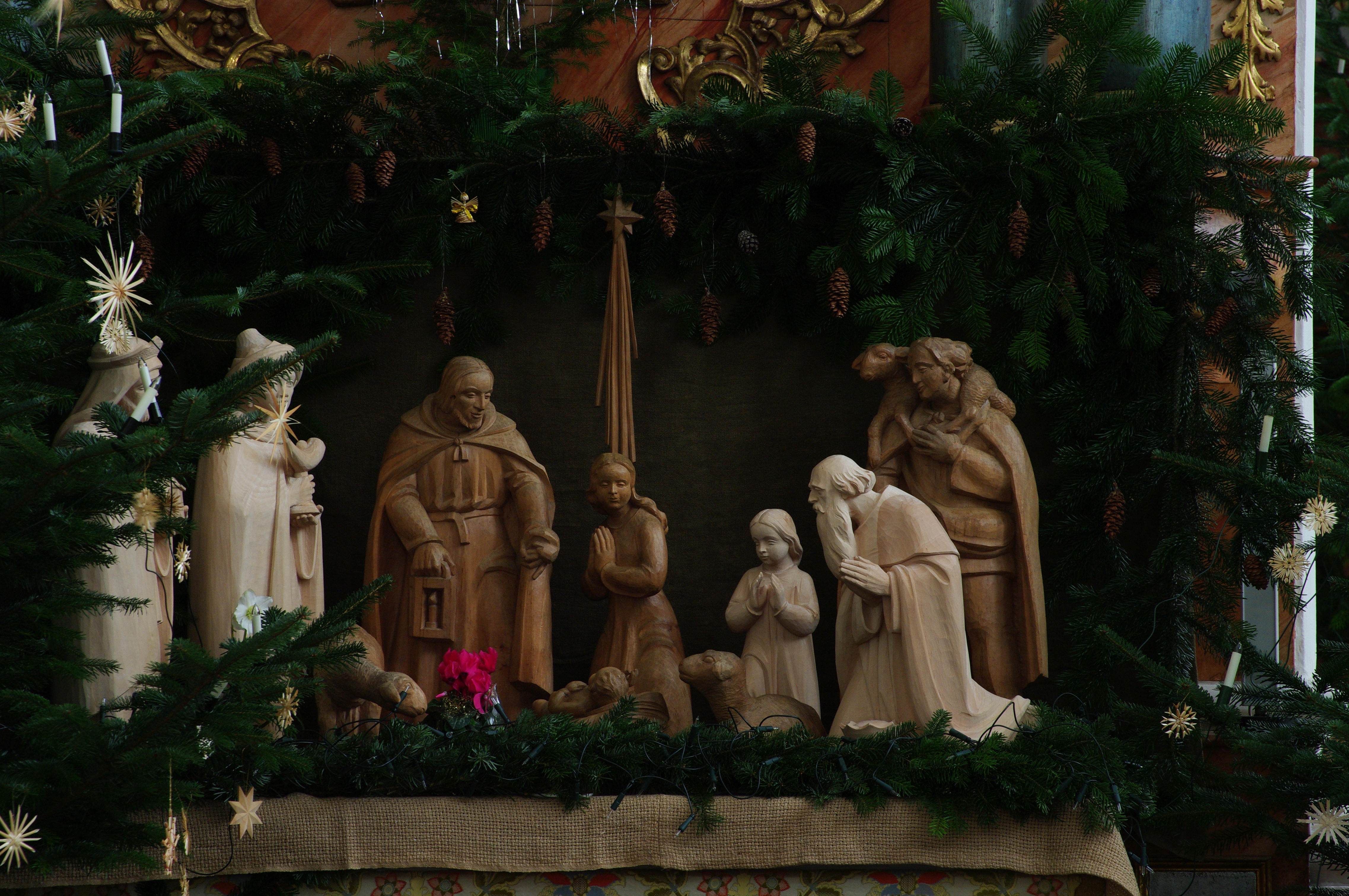
„Krippenpater“ Siegfried Schneider formte die moderne Krippenbewegung im deutschen Sprachraum.

Seinen besonderen Wirkungsschwerpunkt legte Pater Siegfried auf die Pflege der Weihnachtskrippenkunst, für die er ein tiefes Verständnis und eine große Liebe besaß. Besondere Inspiration entnahm er der bekannten Krippe von Greccio des Franz von Assisi. Er brachte mehrere Schriften zum Themenkomplex „Weihnachtskrippe“ heraus, von denen Laßt uns zum Kindlein eilen! Anmutungen und Gebete zum Kindlein von Bethlehem für die ganze Weihnachtszeit (1926) besonders erfolgreich war, verfasste Krippenspiele und Krippenpredigten, die er in mehreren Anthologien ebenfalls publizierte. Mit Und dies soll euch zum Zeichen sein! Symbolik der Weihnachtskrippe legte er 1930 zudem eine wichtige grundlegende Auseinandersetzung mit der Krippen-Thematik vor. Dem diente auch das von ihm begründete Jahrbuch Die Weihnachtskrippe, das er ab 1924 bis zu seinem Tod redigierte.
Mit seinen Veröffentlichungen und Vortragsreisen regte Pater Siegfried Schneider unzählige Bastelarbeiten und Krippenausstellungen an – auch die bekannte alljährliche Telgter Krippenausstellung geht auf ihn zurück. Auf seine Anregung hin wurde 1924 die westfälische Landesgemeinschaft der Krippenfreunde gegründet. Dank seiner kaufmännisch-organisatorischen Fähigkeiten entstand so in den Folgejahren Schritt für Schritt eine schließlich ganz Deutschland, aber auch Österreich und die Niederlande umfassende Vereinigung der Krippenfreunde. Diesen mitgliederstarken Vereinigungen stand Pater Siegfried als geistlicher Beirat und stellvertretender Vorsitzender zur Seite. Es ist größtenteils sein Verdienst, dass die gegenüber dem Weihnachtsbaum zunehmend verdrängte und säkularisierte Krippe wieder Fuß fasste und auch in den Familien ihren Platz erhielt. Die religiöse Durchdringung des Krippenapostolats war sein Lebenswerk. Der Franziskaner-Pater wurde so zum Erneuerer der religiösen Krippenkunst und formte die moderne Krippenbewegung im deutschen Sprachraum, was ihm den Beinamen Krippenpater einbrachte.
So schrieben der Vorstand der Landesgemeinschaft der Krippenfreunde in Rheinland und Westfalen sowie der Vorstand des Kartellverbandes deutscher Krippenfreunde 1935 in ihrem Nachruf auf ihren Mitbegründer:

„Der allzu früh Verstorbene war der Former und Einer der modernen Krippenbewegung. Zu geschlossener Abwehr führte er die Brudervereine in Oesterreich, Tirol, Bayern, Rheinland, Westfalen und Holland zusammen, damit niemand dem Weihnachtsfest seinen christlichen Kern rauben und die Heilige Nacht auf den heidnischen Stand eines Sonnenwendfestes herabdrücken oder es zu einem kindertümlichen Märchen verzaubern könne.“

Der kämpferische Ton ist nicht zuletzt vor dem Hintergrund der beginnenden Versuche der Nationalsozialisten zu sehen, das christliche Weihnachtsfest durch eine nationalsozialistische Interpretation des „altgermanischen“ Julfests zu ersetzen.

### Weiteres Wirken und Tod
Neben seinen Schriften zur Krippenkunst veröffentlichte Pater Siegfried Schneider Beiträge zur heiligen Elisabeth von Thüringen und zu dem Franziskaner Lino von Parma und fungierte als Herausgeber des nachgelassenen Werkes Fünfzig goldene Lebensregeln für die Reise in die Ewigkeit von Kaspar Heymer. Die meisten seiner Schriften erschienen zeitgleich bei der Franziskus-Druckerei, Werl, und  im Verlag Carl Fr. Fleischer, Leipzig.
Seinem Geburtsort Mettingen zeitlebens eng verbunden, betätigte sich der Pater dort in der Heimatpflege, wirkte intensiv an der 1927 erschienenen Publikation Denkwürdigkeiten aus der katholischen Kirchengemeinde Mettingen 1777–1927 mit und gab ab 1931 Mettinger Heimatbriefe heraus.
Pater Siegfried Schneider starb unerwartet früh im Alter von 40 Jahren an einem alten Bronchialleiden am 5. Januar 1935 im Kurheim St.-Raphael-Stift in Ostercappeln. Er wurde mit militärischen Ehren beigesetzt.

## Schriften
- Ritter Franzens Brautfahrt. Die mystische Vermählung des heiligen Franziskus von Assisi mit der Herrin Armut. Dramatisches Festgedicht in 3 Teilen. Hildesheim 1921
- als Herausgeber: Gepriesen seist du, mein Herr. Lieder aus dem Leben und Geiste des Heiligen von Assisi, mit Bildern von Gregor Hexges, Mönchengladbach 1926
- Laßt uns zum Kindlein eilen! Anmutungen und Gebete zum Kindlein von Bethlehem für die ganze Weihnachtszeit. Werl 1926 (3. Auflage Werl und Leipzig 1928/1929)
- Laßt uns das Kindlein lieben! Betrachtungen über das Kindlein von Bethlehem für die ganze Weihnachtszeit. Werl und Leipzig 1927
- als Mitverfasser und -herausgeber: Denkwürdigkeiten aus der katholischen Kirchengemeinde Mettingen 1777–1927. Mettingen 1927
- Sankt Elisabeth, unser Vorbild. Anregungen zur praktischen Karitasarbeit im dritten Orden. Werl und Leipzig 1930
- Das Königskind von Bethlehem. Krippenpredigten. Werl und Leipzig 1930
- Und dies soll euch zum Zeichen sein! Symbolik der Weihnachtskrippe. Werl und Leipzig 1930
- Aus lauter Lieb' alleine. Krippenspiel in 3 Bildern. Werl und Leipzig 1930/1931
- Das schönste der menschlichen Kinder. Weggeleit durch die heilige Adventus- und Weihnachtszeit. Werl 1932/1933
- Neues aus der Krippenbewegung. In: Vita Seraphica. Anregungen und Mitteilungen aus der Sächsischen Franziskanerprovinz vom Heiligen Blut, Jg. 13 (1932), S. 62–65
- Bericht über die volksbildnerischen Arbeiten der Landesgemeinschaft der Krippenfreunde in Rheinland und Westfalen e.V. Köln (1924–1931) in: Vita Seraphica 13 (1932), S. 253–255
- Sein Leben war Lieben. Ein dringlicher Weckruf zur praktischen Nächstenliebe. Aus dem Leben des Franziskaners Fra Lino von Parma [Lino Maupas]. Werl 1933
- Aus der Werler Pilgerchronik... in: Vita Seraphica 14 (1933), S. 136–140
- Kaspar Heymer: Fünfzig goldene Lebensregeln für die Reise in die Ewigkeit, aus dem Nachlass herausgegeben von Siegfried Schneider, Werl 1935